# Farnsänger
Der Farnsänger (Poodytes punctatus, Syn.: Megalurus punctatus, Bowdleria punctata), auch Farnsteiger genannt, ist ein insektenfressender Vogel, der auf Neuseeland endemisch ist. Die Māori nennen den Vogel Kōtātā oder Mātātā, der englische Name im Verbreitungsgebiet ist Fernbird.

## Beschreibung

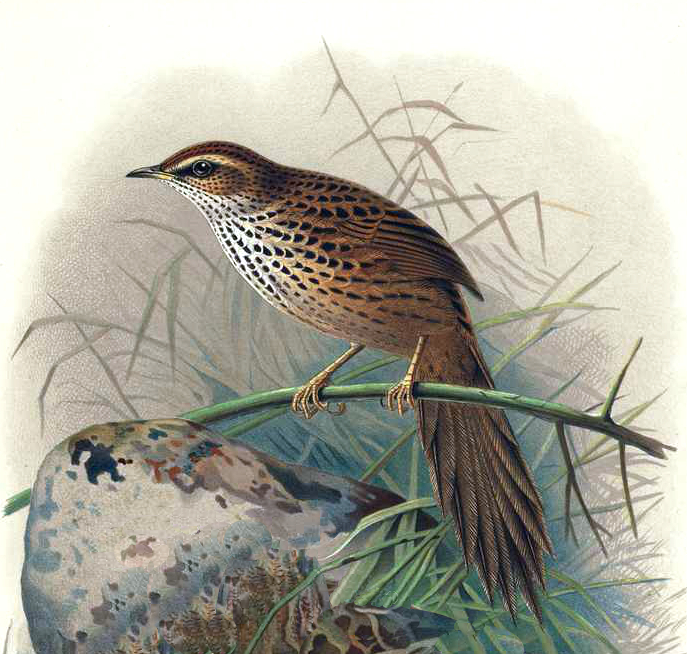
Farnsänger, Illustration

Das Gefieder ist auf der Oberseite sattbraun und auf der Unterseite weiß. Kehle und Brust sind braun gefleckt. Die frühen Siedler nannten ihn wegen der Färbung „Swamp Sparrow“ (Sumpfsperling). Die Schwanzfedern sind dünn, dunkelbraun und dornartig. Der Vogel erreicht eine Länge von 18 cm  von der Schnabelspitze bis zum Schwanzende, davon entfällt fast die Hälfte auf den Schwanz.
Der Farnsänger ist ein Bodenvogel, der ungern fliegt. Er bewegt sich meist laufend oder in gelegentlichen, weniger als 15 m langen Flugstrecken fort.

## Verbreitung
Im 19. Jahrhundert beschrieb Walter Buller ihn als einen der verbreitetsten Vögel. die Population schrumpfte wegen der Zerstörung des Lebensraumes in den Feuchtgebieten in der Folge der europäischen Besiedelung. Heute ist die Art selten. In der Roten Liste wird die Art derzeit als nicht vom Aussterben bedroht eingestuft.
Alle sechs Unterarten sind unter Schutz gestellt:
- Poodytes punctatus punctatus (Südinsel)
- Poodytes punctatus vealeae (Nordinsel)
- Poodytes punctatus stewartiana (Stewart-Island)
- Poodytes punctatus wilsoni (Codfish-Island)
- Poodytes punctatus caudata (Snares-Island)

Der früher auch als Unterart angesehene Chathamfarnsänger (Poodytes (punctatus) rufescens) ist wahrscheinlich um 1900 ausgestorben.

## Fortpflanzung
Die Art nistet in Riedgräsern und anderer bodennaher Vegetation. Das Nest ist eine tiefe, verwobene Schale aus trockenen Binsen, die mit Federn ausgekleidet wird.
Die Brutzeit reicht von September bis Februar, ein Gelege umfasst  2–3 rosa-weiße Eier mit braunen oder purpurfarbenen Flecken.

## Rolle in der Kultur der Māori
Die Māori verehrten den Farnsänger als „Orakel“ oder „Weisen Vogel“ (Manu tohu). Die Rufe des Vogels wurden als Omen für den Erfolg oder Misserfolg von Alltagsaktivitäten wie dem Fischfang interpretiert oder konnten gar auf Reichtum und Gesundheit oder Unglück und Tod hindeuten.